# キーラン・クロウリー
キーラン・クロウリー（Kieran Crowley、1961年8月31日 - ）は、ニュージーランドのラグビー指導者。現在ジャパンラグビーリーグワン三重ホンダヒートのヘッドコーチ。

## プロフィール
- ニュージーランド・カポンガ出身[1]。
- 現役時代のポジションはセンター(CTB)、フルバック(FB)。
- ニュージーランド代表通算キャップ数は19でラグビーワールドカップ1987・ラグビーワールドカップ1991のニュージーランド代表に選ばれた[2]。

## 略歴
現役時代、タラナキでプレーしていた。
現役引退後、タラナキ・カナダ代表・ベネットンのコーチを歴任して、2021年、イタリア代表のヘッドコーチに就任。
2023年、ラグビーワールドカップ2023後、三重ホンダヒートのヘッドコーチに就任。